# فرانسواز أرنو
فرانسواز أنيت ماري ماتيلد غوتش (ولدت 3 يونيو 1931 - 20 يوليو 2021) ممثلة فرنسية المعروفة باسم فرانسواز أرنو حققت شعبية خلال الخمسينيات. حيث شاركت في أفلام مهمة بما في ذلك كانكان الفرنسية. 

## نشأتها
ولدت فرانسواز في قسنطينة الجزائر الفرنسية، وهي ابنة الممثلة المسرحية جانين هنري ولواء المدفعية شارل غوتش، ولديها شقيقان. بينما واصل والدها الخدمة العسكرية في المغرب انتقل باقي أفراد العائلة إلى باريس في فرنسا عام 1945.

## روابط خارجية
- فرانسواز أرنو على دي في دي تويلي (بالفرنسية)
- Brief biography
- Cinematheque article نسخة محفوظة 1 أغسطس 2016 على موقع واي باك مشين.